# Папавница
Папавница (мкд. Папавница) је насеље у Северној Македонији, у југоисточном делу државе. Папавница је насеље у оквиру општине Радовиште.

## Географија
Папавница је смештена у југоисточном делу Северне Македоније. Од најближег града, Радовишта, насеље је удаљено 16 km југозападно.
Насеље Папавница се налази у историјској области Струмица. Насеље је положено на падинама планине Смрдеш, западно од Радовишког поља. Надморска висина насеља је приближно 730 метара. 
Месна клима је планинска због знатне надморске висине.

## Становништво
Папавница је према последњем попису из 2002. године била без становника.
Већинско становништво у насељу били су етнички Македонци.
Претежна вероисповест месног становништва било је православље.